# استافورد رپ
استافورد رپ (انگلیسی: Stafford Repp؛ ۲۶ آوریل ۱۹۱۸ – ۵ نوامبر ۱۹۷۴) یک هنرپیشه اهل ایالات متحده آمریکا بود.
از فیلم‌ها یا برنامه‌های تلویزیونی که وی در آن نقش داشته است می‌توان به بتمن، بتمن، ستاره‌ای در خاک اشاره کرد.